# Blaž Lešnik
Blaž Lešnik, slovenski kineziolog in športni funkcionar.

## Funkcije in članstvo v različnih (mednarodnih) organih
Blaž Lešnik, doktor kinezioloških znanosti, redni profesor na Fakulteti za šport, Univerza v Ljubljani, predsednik Združenja učiteljev in trenerjev smučanja (ZUTS) Slovenije pri Smučarski zvezi Slovenije (2007-2010, 2010-2014, 2014-2018, 2018...), vodja kadrovskih tečajev pri Združenju učiteljev in trenerjev smučanja (ZUTS) Slovenije pri Smučarski zvezi Slovenije (SZS) od 2000 do 2003, vodja Državne izpitne komisije pri SZS-ZUTS Slovenije od 2003 do 2007 in predsednik odbora Alpskih disciplin pri Smučarski zvezi Slovenije od 2014 do 2015. Je član Izvršnega odbora Smučarske zveze Slovenije od 2007, član komisije za usposabljanje nadzornikov na smučišču in predsednik komisije za preizkus primernega teoretičnega in praktičnega znanja smučanja pri Ministrstvu za notranje zadeve (MNZ) od leta 2007, član Strokovnega sveta Alpskih disciplin SZS od 2009 do 2013, član Strokovnega sveta za šport in član podkomisije za usposabljanje strokovnih kadrov v športu pri Ministrstvu za izobraževanje, znanost in šport (MIZŠ) pri vladi RS od 2011 do 2012, član Strokovnega sveta za šport MIZŠ in član podkomisije za razvoj športa pri vladi RS od 2015 do 2017, član Akreditacijske komisije MIZŠ pri vladi RS od 2018, delegat Slovenije v mednarodnem strokovnem združenju učiteljev smučanja IVSS od leta 2000, delegat Slovenije v mednarodnem strokovnem združenju učiteljev smučanja ISIA od leta 2007, delegat Slovenije v mednarodnem strokovnem združenju učiteljev smučanja IVSI od leta 2007, član podkomisije za univerzitetna tekmovanja pri Mednarodni smučarski zvezi (FIS) od 2010 do 2016.

## Raziskovalno delo
Raziskovalno delo v športu ga je začelo intenzivneje zanimati za časa študija na Fakulteti za šport, ko je še kot študent sodeloval pri različnih raziskavah (Jože Šturm, Krešimir Petrović). Po zaključenem študiju se je kot študent podiplomskega študija osredotočil na raziskovanje področja alpskega smučanja. Kot asistent na Fakulteti za šport je bil vključen v projekt »Računalniško podprt sistem začetnega izbora in usmerjanja otrok v športne panoge in evalvacija modela uspešnosti v posameznih športnih panogah na podlagi ekspertnega modeliranja« (vodja Venceslav Kapus in Bojan Jošt) v okviru katerega je nastala monografija, ki predstavlja pomembno prelomnico uvedbe usmerjanja otrok v športne panoge in posledičnega selekcioniranja in vrednotenja uspešnosti različnih starostnih kategorij v vrhunskem športu na podlagi ekspertnega modeliranja. Po letu 1994 je večji del raziskovalnega dela začel posvečati proučevanju področja gibalnih sposobnosti, morfoloških značilnosti in psiholoških dimenzij različnih kategorij tekmovalcev v alpskem smučanju, kar je bila tudi osnova za pripravo in zagovor magistrskega dela (1996) z naslovom »Vrednotenje modela uspešnosti mlajših dečkov v alpskem smučanju«. Obsežna raziskava povezanosti dimenzij morfološkega, motoričnega in psihološkega statusa s tekmovalno uspešnostjo mladih tekmovalcev v alpskem smučanju še danes predstavlja temelj spremljanja in vrednotenja uspešnosti različnih kategorij v tekmovalnem alpskem smučanju. 
Po letu 1996 je, ob razvijanju ekspertnih modelov in ugotavljanju hierarhične povezanosti različnih dimenzij uspešnosti na področju alpskega smučanja, svojo raziskovalno pot vse bolj usmerjal tudi na področje proučevanja tehnike alpskega smučanja. Tako je kot študent doktorskega študija sodeloval pri različnih projektih s področja biomehanike alpskega smučanja (Milan Žvan, Otmar Kugovnik). Vse večji del njegovega raziskovalnega dela je baziral biomehaničnih analizah kinematičnih parametrov takratne sodobne tekmovalne smučarske tehnike. Na to temo je konec leta 1999 tudi uspešno zagovarjal doktorsko disertacijo z naslovom »Primerjava učinkovitosti gibalnih struktur sodobnih veleslalomskih tehnik«, skupaj z objavljenim členkom »Comparison of centre of mass trajectories in modern giant slalom techniques« in še nekaterimi drugimi objavami predstavlja pomembno biomehanično analizo sodobnih tekmovalnih smučarskih tehnik s statistično značilno potrditvijo večje učinkovitosti tekmovalnega smučarskega zavoja s stranskim razbremenjevanjem na podlagi primerjave kinematičnih parametrov. 
Po letu 2000 je v raziskovalnem smislu nadaljeval kontinuiteto proučevanja gibalnih, antropometričnih in psiholoških dimenzij mlajših kategorij tekmovalk in tekmovalcev, predvsem v povezavi z uspešnostjo na tekmovanjih. Kot sodelavec je bil vključen v raziskovalni projekt z naslovom »Modeliranje uspešnosti športnikov v izbranih športnih panogah in transformacijskih postopkov s pomočjo ekspertnega sistema 'Sport manager«. V sklopu projekta in tudi kasneje je bilo objavljenih več njegovih prispevkov, ki so v letih od 2000 do 2010 in tudi kasneje pomembno zaznamovali razvoj kompleksnejših ekspertnih modelov potencialne in tekmovalne uspešnosti v alpskem smučanju.
Z uveljavitvijo smuči z izrazitejšim stranskim lokom je svoje raziskovalno delo na eni strani usmeril v proučevanje zagotavljanja ustrezne priprave tekmovalcev na obremenitve pri vodenju zavojev s t.im. metuljastimi smučmi, na drugi strani pa mu je pri ugotavljanju parametrov sodobne tekmovalne smučarske tehnike bila v pomoč že sodobna merilna (GPS) tehnologija. Iz tistega časa velja za eno njegovih pomembnejših objav članek »The best slalom competitors-kinematic analysis of tracks and velocities«, ki v svojih izsledkih jasno opredeljuje razloge za smučanje z največjo možno hitrostjo po najkrajši možni liniji zavojev. Omenjeno delo ima poseben pomen tudi zato, ker so bile kinematične meritve izvedene na vzorcu tekmovalcev najvišjega ranga.
V izvedbo meritev za mlajše kategorije tekmovalcev v alpskem smučanju je bil vključen že kot študent dodiplomskega študija na Fakulteti za šport. Kasneje je prevzel tudi organizacijo in po letu 2012 tudi vodenje vsakoletnih zaporednih projektov z naslovom »Spremljanje pripravljenosti športnikov za panogo alpsko smučanje«. Na podlagi sistematičnega izvajanja meritev in spremljanja stanja antropometričnega, motoričnega in psihološkega prostora mlajših kategorij tekmovalcev v alpskem smučanju, je bilo v obdobju od leta 1997 do 2019 objavljenih več pomembnih del, ki so ključno pripomogla k razumevanju sodobnih trendov razvoja najpomembnejših dimenzij psihosomatičenga statusa mladih tekmovalcev v alpskem smučanju. Leta 2014 je obstoječim meritvam dodal tudi preverjanje obvladanja sklopov gimnastičnih znanj mladih alpskih smučarjev in s sodelavci objavil dva pomembna prispevka. Prvi, z naslovom "Correlation between gymnastics elements knowledge and performance success in younger categories of alpine skiing" je bil objavljen leta 2015, drugi, z naslovom "Relationship between performance of gymnastic elements and national cup success in older youth categories of alpine skiing", pa leta 2018. Izsledki obeh raziskav so pomembno vplivali na več vključevanja elementov akrobatike v proces priprave mladih tekmovalcev v alpskem smučanju. 
V času od leta 2011 do 2014 je kot raziskovalec sodeloval v raziskovalnem projektu »Vpliv širine smuči na varnosti v alpskem smučanju«, v okviru katerega je kot član ekspertne skupine z uporabo najsodobnejše GNSS merilne tehnologije dokazal, da je možnost poškodb kolenskega sklepa pomembno odvisna od uporabo smuči različnih širin. V tem času je bil objavljen tudi članek z naslovom »Progressivity of basic elements of the Slovenian national alpine ski school«, ki velja za prvi primer biomehanične obravnave elementov Slovenske nacionalne šole smučanja in znanstveno dokazanega stopnjevanja hitrosti izvedb hierarhičnega zaporedja smučarskih storitev.
V sodelovanju s podjetjem Art Leg d.o.o. iz Žalca je leta 2008 začel sodelovati pri razvoju nadkolenske proteze za smučanje »ART-LEG sport knee«. Podjetje Art Leg d.o.o. (lastnik Zvone Petek) je prejelo tudi več priznanj (Leipzig, sejem medicinskih pripomočkov…). Po večletnem sistematičnem spremljanju razvoja in uporabnosti omenjene proteze v praksi, je na podlagi meritev gibanja smučarskih čevljev v skočnih in kolenskih sklepih v simulacijah različnih načinov smučanja s posebno nadkolensko protezo objavil članek z naslovom »Multi-axis prosthetic knee resembles alpine skiing movements of an intact leg.« Gre za eno pomembnejših študij na področju smučanja invalidov smučanja invalidov, ki je bilo predstavljeno tudi na mnogih znanstvenih in strokovnih srečanjih.
V letu 2013 se je s skupino raziskovalcev iz Hrvaške, BiH in Kosova glede na dotedanje izkušnje lotil področja proučevanja razširjenosti uživanja uporabe zdravju škodljivih substanc pri mladostnikih na Kosovu. Izhodišče raziskave je bila količina kajenja, tveganost uživanja alkohola, uživanje drugih drog ter njihova povezanost z družinskimi, šolskimi in športnimi dejavniki. Mednarodna presečna študija vplivnih faktorjev in načina življenja, povezanega z družino in športom na Kosovu je bila leta 2016 objavljena v članku z naslovom »Prevalence and factors associated with substance use and misuse among Kosovar adolescents«. Sodelovanje s kolegi iz Hrvaške in Kosova se je nadaljevalo tudi s proučevanjem dejavnikov tveganja uporabe nedovoljenih poživil (doping) pri moških in ženskah v ekipnih športih (rokomet, nogomet, košarka in odbojka) glede na uspešnost in starost ter versko prepričanje. V raziskavi z naslovom »Gender- and sport-specific associations between religiousness and doping behavior in high-level team sports.« je bila med drugim dokazana večja verjetnost dopinga pri moških v košarki in rokometu, pri ženskah pa je nižja tendenca prisotnosti dopinga dokazana pri športnicah, ki imajo boljše znanje o športni prehrani. Raziskava pomeni velik korak k soočanju s problemom dopinga v ekipnih športih na Kosovu, hkrati pa je njen pomemben prispevek tudi v večjemu pomenu znanja o športni prehrani in dodatkih k prehrani v vrhunskem športu. 
Z uvedbo sodobnejših merilnih postopkov pri rednem izvajanju meritev mlajših kategorij v alpskem smučanju, se vrača k proučevanju motoričnega in antropometričnega statusa mladih tekmovalcev. Poleg splošne in specifične psihomotorične pripravljenosti mladih tekmovalcev je zlasti v zadnjem času na udaru sposobnost ravnotežja v povezavi z antropometičnimi dimenzijami telesa, ki tekmovalcu omogočajo ohranjanje uravnoteženega položaja in posledično sredinsko obremenjene smuči v pri vhodu, vodenju izhodu iz zavoja. Pomembno delo na tem področju je članek z naslovom »Balance, basic anthropometrics and performance in young alpine skiers: longitudinalna analiza povezanosti med ravnotežjem, antropometričnimi značilnostmi in tekmovalno uspešnostjo dveh generacij mlajših kategorij v alpskem smučanju.«, ki na osnovi analize povezanosti sposobnosti ravnotežja, antorpometričnih dimenzij in tekmovalne uspešnosti dveh različnih generacij mladih tekmovalcev potrjuje vse pomembnejšo vlogo karakteristik telesnih mer pri alpskem smučanju. 
Uveljavljanje sodobnih načinov merjenja najpomembnejših dimenzij psihosomatičnega statusa mladih alpskih tekmovalk in tekmovalcev ga je vzpodbudil h kandidaturi na Javni razpis za uporabo sredstev Fundacije za financiranje športnih organizacij v RS (FŠO) v letu 2019 na Fundacijo za šport. Glavni namen projekta z naslovom "VREDNOTENJE USPEŠNOSTI MLAJŠIH KATEGORIJ V ALPSKEM SMUČANJU" je bil posodobitev modela spremenljivk osnovne in specialne motorike ter morfologije za mlajše kategorije tekmovalk in tekmovalcev v alpskem smučanju (U14 in U16); definiranje tekmovalne uspešnosti in sistemsko evidentiranje podatkov o tekmovalni uspešnosti mlajših kategorij na podlagi uradnih rezultatov tekmovanj pod okriljem SZS (kriterij uspešnosti), priprava novega programa za evidentiranje baze podatkov in obdelavo rezultatov meritev in uspešnosti na tekmovanjih ter posodobitev zastarele aplikacije SMMS in drugo. Glavni cilj projekta je je bil tudi lažje evidentiranje in obdelava rezultatov z namenom priprave individualnih programov treninga različnih kategorij v tekmovalnem alpskem smučanju. Prav slednje bo v veliki meri pripomoglo h kvalitetnejšemu strokovnemu delu z mladimi smučarji. 

## Pedagoško delo
Kot pedagog se je začel resneje uveljavljati že med in tudi po zaključku študija na Fakulteti za šport (1994). Takrat je kot asistent pri predmetu Teorija in metodika alpskega smučanja prevzel vodenje obveznega praktičnega dela vaj in predavanj za študente 2. in 3. letnika FŠ. Poleg izvedbe osnovnega in izbirnega programa, za študente FŠ izvaja tudi usposabljanja za pridobitev strokovnih nazivov na področju alpskega smučanja (Učitelj alpskega smučanja 1., 2. in 3. stopnje, Trener in Trener PRO). Od leta 1994 naprej je za študente na predmetih povezanih s področjem alpskega smučanja organiziral preko sto tečajev alpskega smučanja glede na obvezne ali izbirne vsebine študijskih programov na Fakulteti za šport. 
Od leta 2006 zaseda tudi mesto univerzitetnega učitelja na FŠ. V času od leta 2005 do 2007 je bil tudi predavatelj na starem magistrskem študiju na Fakulteti za šport. Po uvedbi bolonjskega študija od leta 2009 izvaja praktične vaje in predavanja v okviru predmeta Alpsko smučanje in deskanje na snegu 1a in 1b (dodiplomski študij na smereh Športna vzgoja, Kineziologija in Športno treniranje) in pri predmetu Alpsko smučanje 2 (magistrski študij pa na smeri Športna vzgoja in izbirno na smeri Kinziologija). Na smeri Športno treniranje predmetu Alpsko smučanje (ŠT) vodi vaje in predavanja za študente 1., 2. in 3. letnika, ki so se odločili za delo v poklicu Trener alpskega smučanja. 
Njegovo pedagoško delo je od samega začetka vezano tudi na izvedbo permanentnih izobraževanj za športne pedagoge. Od leta 1994 naprej je bil v vlogi demonstratorja, predavatelja koordinatorja in/ali vodje seminarja na preko 30 seminarjih. 
V okviru njegovega pedagoškega delovanja je posebej izpostavljeno preko 200 diplomskih in podiplomskih del, pri katerih je sodeloval kot mentor, somentor, konzultant ali recenzent. Poleg tega se redno pojavlja tudi kot recenzent različnih objavljenih učbenikov in drugih strokovnih gradiv. Je (so)avtor več univerzitetnih učbenikov (Alpsko smučanje: študijsko gradivo; A turn to move on - alpine skiing, Slovenian way: theory and methodology of alpine skiing), določenih celo ponatisnjenih večkrat (npr. Naše smučine v skupni nakladi preko 13.000 izvodov), več univerzitetnih učnih programov (predmet Alpsko smučanje 1a, Alpsko smučanje 1b, Alpsko smučanje 2, Alpsko smučanje – praktikum idr.), mnogih video gradiv (DVD šole alpskega smučanja, ...), skript in tudi več dokumentiranih ter nedokumentiranih gradiv za študente FŠ in druge strokovne delavce v športu.
Na doktorskem študiju s področja kineziologije je bil mentor Mihu Bandalu in somentor Stojanu Puhalju, ki sta doktorsko disertacijo tudi uspešno zaključila. 
Njegovo delovanje v tujini je povezano z usposabljanjem v Avstriji in pedagoškim delovanjem v različnih državah (Avstrija, Italija, Francija, ZDA, Japonska, Argentina, Kanada, Kazahstan, Švica, Južna Koreja, Bolgarija idr.), kjer je kot demonstrator in predavatelj sodeloval na različnih kongresih, vodil delavnice na seminarjih, posvetih in drugih dogodkih. Največ njegovih tesnejših sodelavcev z znanstvenoraziskovalnega področja prihaja iz univerz republik bivše Jugoslavije (Zagreb, Split, Beograd, Novi Sad, Niš, Skopje, Podgorica, Priština…), zato je bil vabljen gostujoči predavatelj tudi na tamkajšnjih fakultetah. 

## Strokovno delo v športu
S strokovnim delom se je začel srečevati že v srednješolskem obdobju, po zaključku svoje smučarske tekmovalne poti. Po pridobitvi prvega strokovnega naziva (Vaditelj smučanja, 1985) je začel strokovno delovati v okviru Smučarske šole Pohorje, kasneje pa tudi kot pomočnik trenerja v SK Branik. Po letu 1992 se je kot že strokovno usposobljeni Učitelj alpskega smučanja uveljavil kot član Slovenske demonstratorske vrste in vodja mnogih tečajev usposabljanja za pridobitev strokovnega naziva Učitelj 1., 2. in 3. stopnje in Trener alpskega smučanja v okviru usposabljanja na Fakulteti za šport. Po letu 1994 je pri Smučarski zvezi Slovenije (SZS) - Združenju učiteljev in trenerjev smučanja (ZUTS) Slovenije sodeloval pri pripravi programov usposabljanja (Učitelj alpskega smučanja, Trener in Trener PRO) ter kasneje leta 2000 postal vodja kadrovskih tečajev, leta 2003 pa vodja Državne izpitne komisije. Leta 2007 je postal predsednik Združenja učiteljev in trenerjev smučanja (ZUTS) Slovenije, ki pod svojim okriljem združuje preko 3400 strokovno usposobljenih in aktivno vključenih članov. Na mestu predsednika ZUTS Slovenije je že četrti mandat. Od leta 2007 je tudi član Izvršilnega odbora Smučarske zveze Slovenije ter član mnogih organov znotraj nje (član predsedstva treh skupščin SZS, član Statutarne komisije…). Leta 2011 in 2012 ter 2015 do 2017 je na Ministrstvu za izobraževanje, znanost in šport pri vladi RS bil tudi član Strokovnega sveta za šport, znotraj tega pa član Komisije za usposabljanje strokovnih kadrov.
Leta 2014 je po odstopu Dušana Goriška prevzel naloge predsednika zbora alpskih disciplin pri Smučarski zvezi Slovenije. Na mesto predsednika panoge je bil izvoljen v izjemno težkih okoliščinah, predvsem pa v času največje finančne, z izjemo Tine Maze pa tudi rezultatske krize.
Poleg objavljene strokovne literature in mnogih strokovnih člankov, predavanj na strokovnih seminarjih in kongresih je njegov pomemben prispevek k smučarski stroki najbolj viden tako v številu mednarodno uspešnih učiteljev in trenerjev smučanja v svetu, kot tudi v številu mnogih tujih (predvsem Italijanskih) udeležencev tečajev usposabljanja v Sloveniji. ZUTS Slovenije je eno največjih športno strokovnih združenj v slovenskem prostoru, ki v svetu uživa velik ugled in priznanje. Zadnji strokovni prispevek Hop zavoj nekoč in danes, ki je izšel leta 2016 ob 80-letnici ustanovitve Zbora smuških učiteljev, nazorno opisuje pregled razvoja Združenja učiteljev in trenerjev Slovenije od ustanovitve leta 1936 do leta 2016. Dne 16. maja 2019 je ob zaključku smučarske sezone 2018/19 ZUTS Slovenije za poseben prispevek k razvoju smučarskega športa prejel tudi zlati kipec Bloškega smučarja.